# Catharsius pithecius
Catharsius pithecius là một loài bọ cánh cứng trong họ Bọ hung (Scarabaeidae).